# Aiquara
Aiquara là một đô thị thuộc bang Bahia, Brasil. Đô thị này có diện tích 195,17 km², dân số năm 2007 là 5137 người, mật độ 26,32 người/km².